# Estácio
Estácio è un quartiere (bairro) della zona centrale della città di Rio de Janeiro in Brasile.

## Amministrazione
Estácio fu istituito come bairro a sé stante il 23 luglio 1981 come parte della Regione Amministrativa III - Rio Comprido  del municipio di Rio de Janeiro.